# Euphorbia fianarantsoae
Euphorbia fianarantsoae Ursch & Leandri, 1955 è una pianta della famiglia delle Euforbiacee, endemica del Madagascar.

## Descrizione
È una pianta succulenta con fusto eretto, ramificato, ricoperto di spine, alto sino a 50 cm.

Le foglie, lanceolate, carnose, sono disposte all'apice del fusto.

L'infiorescenza è un ciazio, con brattee di colore giallo che formano un involucro a coppa attorno a un fiore femminile centrale, circondato da 5 fiori maschili.

## Distribuzione e habitat
L'areale di E. fianarantsoae è ristretto agli altopiani della regione di Fianarantsoa, nel Madagascar centrale.
Cresce su substrati rocciosi.

## Conservazione
La IUCN Red List, per la ristrettezza del suo areale, classifica E. fianarantsoae come specie vulnerabile.
La specie è inserita nell'Appendice II della Convention on International Trade of Endangered Species (CITES)